# Scarabatermes amazonensis
Scarabatermes amazonensis is een keversoort uit de familie Hybosoridae. De wetenschappelijke naam van de soort is voor het eerst geldig gepubliceerd in 1973 door Howden.